# Maciejów (powiat zgierski)
Maciejów – wieś w Polsce położona w województwie łódzkim, w powiecie zgierskim, w gminie Zgierz.

## Części wsi
| SIMC    | Nazwa     | Rodzaj    |
| ------- | --------- | --------- |
| 0417094 | Rozalinów | część wsi |

## Położenie
W latach 1975–1998 miejscowość administracyjnie należała do ówczesnego województwa łódzkiego.
Wraz z Rozalinowem i Smardzewem tworzy sołectwo Maciejów.